# Bahnstrecke Święta Katarzyna–Wrocław Kuźniki
| Streckennummer: | 349/750                      |                                                |                                                |
| Streckenlänge: | 349: 19,061 km 750: 7,834 km |                                                |                                                |
| Spurweite: | 1435 mm (Normalspur)         |                                                |                                                |
| Stromsystem: | 3000 Volt =                  |                                                |                                                |
| Streckengeschwindigkeit: | 60 km/h                      |                                                |                                                |
| |                              |                                                |                                                |
| \| \| \| von Oława (Ohlau) \| \| \| \| −0,239 \| Święta Katarzyna (Kattern) \| 122 m \| \| \| \| \| \| \| \| \| von Jelcz-Laskowice (Laskowitz-Beckern) \| \| \| \| \| von Jelcz-Laskowice \| \| \| \| \| Wrocław Brochów WBA \| \| \| \| 3,083 4,936 \| Wrocław Brochów (Brockau) \| 120 m \| \| \| \| \| \| \| \| \| nach Wrocław Główny (Breslau Hbf) \| \| \| \| \| nach Wrocław Główny \| \| \| \| \| nach Wrocław Główny \| \| \| \| \| \| \| \| \| \| Wrocław–Strzelin (Breslau–Strehlen) \| \| \| \| \| nach Strzelin und Sobótka Zachodnia (Ströbel) \| \| \| \| \| Wrocław–Strzelin und Wrocław–Sobótka Zachodnia \| \| \| \| 13,134 \| Abzweig Wrocław Stadion \| 120 m \| \| \| \| \| \| \| \| 12,770 \| Abzweig Wrocław Stadion \| Abzweig Wrocław Stadion \| \| \| \| \| \| \| \| \| nach Wrocław Muchobór (Breslau-Klein Mochbern) \| \| \| \| \| nach Wrocław Muchobór \| \| \| \| \| Wrocław Główny–Jaworzyna Śląska \| \| \| \| \| Wrocław Główny–Wrocław Muchobór \| \| \| \| \| nach Wrocław Popowice (Breslau-Pöpelwitz) \| \| \| \| \| \| \| \| \| \| von Wrocław Świebodzki (Breslau Freib. Bf) \| \| \| \| \| von Wrocław Główny \| \| \| \| \| von Wrocław Zachodni (Breslau Märk. Bf) \| \| \| \| \| von Wrocław Popowice und Wp3 (Łąki) \| \| \| \| 17,024 \| Wrocław Gądów (Breslau-Mochbern) \| 117 m \| \| \| \| nach Legnica (Liegnitz) \| \| \| \| \| \| \| \| \| \| \| \| \| \| \| \| \| \| \| 18,822 \| Wrocław Kuźniki (Breslau-Schmiedefeld) \| 118 m \| \| \| \| nach Głogów (Glogau) \| \| |                              |                                                |                                                |
| Strecke |                              | von Oława (Ohlau)                              | von Oława (Ohlau)                              |
| Bahnhof | −0,239                       | Święta Katarzyna (Kattern)                     | 122 m                                          |
| Strecke von links · Abzweig nach links und nach rechts · Strecke von rechts |                              |                                                |                                                |
| Kreuzung geradeaus unten · Strecke von rechts · Strecke |                              | von Jelcz-Laskowice (Laskowitz-Beckern)        | von Jelcz-Laskowice (Laskowitz-Beckern)        |
| Abzweig geradeaus und von rechts · Strecke nach links · Abzweig geradeaus und von rechts |                              | von Jelcz-Laskowice                            | von Jelcz-Laskowice                            |
| Dienststation / Betriebs- oder Güterbahnhof · Blockstelle |                              | Wrocław Brochów WBA                            | Wrocław Brochów WBA                            |
| Dienststation / Betriebs- oder Güterbahnhof · Haltepunkt / Haltestelle | 3,083 4,936                  | Wrocław Brochów (Brockau)                      | 120 m                                          |
| Abzweig geradeaus und nach links · Strecke von rechts · Strecke |                              |                                                |                                                |
| Abzweig geradeaus und nach rechts · Strecke · Strecke |                              | nach Wrocław Główny (Breslau Hbf)              | nach Wrocław Główny (Breslau Hbf)              |
| Kreuzung geradeaus oben · Strecke nach rechts · Strecke |                              | nach Wrocław Główny                            | nach Wrocław Główny                            |
| Kreuzung geradeaus oben · Strecke quer · Strecke nach rechts |                              | nach Wrocław Główny                            | nach Wrocław Główny                            |
| Abzweig geradeaus und nach links · Strecke von rechts |                              |                                                |                                                |
| Kreuzung geradeaus oben · Kreuzung geradeaus oben |                              | Wrocław–Strzelin (Breslau–Strehlen)            | Wrocław–Strzelin (Breslau–Strehlen)            |
| Abzweig geradeaus und nach rechts · Abzweig geradeaus und nach links |                              | nach Strzelin und Sobótka Zachodnia (Ströbel)  | nach Strzelin und Sobótka Zachodnia (Ströbel)  |
| Kreuzung geradeaus oben · Kreuzung geradeaus oben |                              | Wrocław–Strzelin und Wrocław–Sobótka Zachodnia | Wrocław–Strzelin und Wrocław–Sobótka Zachodnia |
| Strecke · Blockstelle | 13,134                       | Abzweig Wrocław Stadion                        | 120 m                                          |
| Abzweig geradeaus und von links · Abzweig geradeaus, nach links und nach rechts · Strecke von rechts |                              |                                                |                                                |
| Blockstelle · Strecke · Strecke | 12,770                       | Abzweig Wrocław Stadion                        | Abzweig Wrocław Stadion                        |
| Strecke von links · Abzweig geradeaus und nach rechts · Strecke · Strecke |                              |                                                |                                                |
| Strecke · Abzweig geradeaus und nach links · Kreuzung geradeaus unten · Kreuzung geradeaus unten |                              | nach Wrocław Muchobór (Breslau-Klein Mochbern) | nach Wrocław Muchobór (Breslau-Klein Mochbern) |
| Strecke nach links · Kreuzung geradeaus unten · Kreuzung geradeaus unten · Kreuzung geradeaus unten |                              | nach Wrocław Muchobór                          | nach Wrocław Muchobór                          |
| Kreuzung geradeaus oben · Kreuzung geradeaus oben · Kreuzung geradeaus oben |                              | Wrocław Główny–Jaworzyna Śląska                | Wrocław Główny–Jaworzyna Śląska                |
| Kreuzung geradeaus oben · Kreuzung geradeaus oben · Kreuzung geradeaus oben |                              | Wrocław Główny–Wrocław Muchobór                | Wrocław Główny–Wrocław Muchobór                |
| Kreuzung geradeaus unten · Strecke nach rechts · Strecke |                              | nach Wrocław Popowice (Breslau-Pöpelwitz)      | nach Wrocław Popowice (Breslau-Pöpelwitz)      |
| Strecke nach links · Abzweig von links und von rechts · Strecke nach rechts |                              |                                                |                                                |
| Abzweig geradeaus und ehemals von rechts |                              | von Wrocław Świebodzki (Breslau Freib. Bf)     | von Wrocław Świebodzki (Breslau Freib. Bf)     |
| Abzweig geradeaus und von rechts |                              | von Wrocław Główny                             | von Wrocław Główny                             |
| Abzweig geradeaus und ehemals von rechts |                              | von Wrocław Zachodni (Breslau Märk. Bf)        | von Wrocław Zachodni (Breslau Märk. Bf)        |
| Abzweig geradeaus und von rechts |                              | von Wrocław Popowice und Wp3 (Łąki)            | von Wrocław Popowice und Wp3 (Łąki)            |
| Dienststation / Betriebs- oder Güterbahnhof | 17,024                       | Wrocław Gądów (Breslau-Mochbern)               | 117 m                                          |
| Abzweig geradeaus und nach links |                              | nach Legnica (Liegnitz)                        | nach Legnica (Liegnitz)                        |
| Strecke von links · Abzweig nach links und nach rechts · Strecke von rechts |                              |                                                |                                                |
| Strecke · Strecke von links · Kreuzung geradeaus unten |                              |                                                |                                                |
| Strecke nach links · Abzweig geradeaus, von links und von rechts · Strecke nach rechts |                              |                                                |                                                |
| Bahnhof | 18,822                       | Wrocław Kuźniki (Breslau-Schmiedefeld)         | 118 m                                          |
| Strecke |                              | nach Głogów (Glogau)                           | nach Głogów (Glogau)                           |

Die Bahnstrecke Święta Katarzyna–Wrocław Kuźniki ist eine elektrifizierte Eisenbahnstrecke in der polnischen Woiwodschaft Niederschlesien, die den Bahnhof Wrocław Główny westlich umgeht.

## Verlauf und Zustand
Die Strecke beginnt im Bahnhof Święta Katarzyna (Kattern) an der Bahnstrecke Bytom–Wrocław und verläuft erst parallel zu dieser zum Güterbahnhof Wrocław Brochów (Brockau), dann westwärts und wieder nordwärts zur Abzweigstelle Wrocław Stadion, nordwestlich über den Bahnhof Wrocław Gądów (Breslau-Mochbern) zum Bahnhof Wrocław Kuźniki an der Bahnstrecke Wrocław–Szczecin. Abzweige von ihr bestehen dazu von und zur Bahnstrecke Wrocław–Międzylesie, Bahnstrecke Wrocław–Jedlina-Zdrój, Bahnstrecke Wrocław–Guben (Niederschlesisch-Märkische Eisenbahn), Bahnstrecke Wrocław–Poznań und Bahnstrecke Kalety–Wrocław.
Die Strecke 349 (Święta Katarzyna–Wrocław Kuźniki) ist durchgängig zweigleisig und mit zwanzig bis sechzig Kilometern pro Stunde zu befahren; die Strecke 750 (Wrocław Brochów–Wrocław Stadion) ist größtenteils nur noch eingleisig und mit dreißig bis vierzig Kilometern pro Stunde zu befahren. Zwischen Wrocław Brochów und Wrocław Stadion bestehen somit drei Gleise.

## Geschichte
Die Strecke wurde 1874 bis 1896 eröffnet, 1940 wurde das zweite Gleispaar zwischen Brockau und dem heutigen Abzweig Wrocław Stadion eröffnet.
Es wird ausschließlich Güterverkehr betrieben.

## Einzelnachweis
1. ↑  PKP Polskie Linie Kolejowe: Höchstgeschwindigkeiten für Wagenzüge, Triebwagen und Güterzüge vom 10. April 2018.